# Боровиковский, Александр Львович
Алекса́ндр Льво́вич Боровико́вский (14 [26] ноября 1844, Полтава — 20 ноября [3 декабря] 1905, Санкт-Петербург) — русский юрист, тайный советник, учёный-правовед и поэт.
Участник ряда крупнейших судебных политических процессов в Российской империи. Сподвижник Анатолия Кони. Сотрудник журнала «Отечественные записки», автор поэтических произведений, имевших популярность в конце XIX — начале XX века. Сын малороссийского писателя Льва Ивановича Боровиковского.

## Биография

### Первые годы
Родился 14 (26) ноября 1844 года в Полтаве в семье известного малороссийского писателя и этнографа Льва Боровиковского. Окончил юридический факультет Харьковского Императорского университета и был оставлен при кафедре истории русского права. С 1868 года, увлечённый практическими проблемами проходившей судебной реформы, начал работу в адвокатуре в должности присяжного поверенного в Харькове, где познакомился с юристом Анатолием Кони.

### Юридическая деятельность
После назначения Кони прокурором Санкт-Петербургского окружного суда перешел вместе с ним на пост товарища прокурора . В процессе работы заслужил высокую оценку своего начальника.
В 1874 году возвратился к адвокатуре, теперь уже в Санкт-Петербурге. Адвокатская практика началась с двусмысленной ситуации, когда Боровиковский был уличён в том, что за гонорар в 5 тысяч рублей помог составить кассационную жалобу купцу-миллионеру Овсянникову, который умышленно поджёг собственную мельницу. Действия получили огласку и были встречены неодобрительно в юридической среде столицы. Впоследствии Боровиковский был вынужден отказаться от этих средств, передав их на благотворительность.
С 1875 года вместе с другими известными адвокатами принимал участие в ряде громких судебных дел. Совместно с В. Д. Спасовичем, А. В. Лохвицким и А. И. Языковым занимался защитой доверителей в громком деле о фиктивном духовном завещании от имени капитана Седкова и во время этого дела оппонировал своему бывшему наставнику Анатолию Кони. На процессе удалось добиться полного оправдания своих подзащитных. Участвовал в крупных политических делах того времени — процессах «50-ти» и «193-х», где использовал свои юридические и литературные таланты, чтобы оправдать политических преступников и добиться для них снисхождения и смягчения наказаний.
Адвокатурой занимался до начала 1880-х, после чего оставил её из-за несоответствия результатов судебных реформ своему видению судебной практики. Был принят в Одесскую судебную палату, занялся научной работой и был назначен профессором кафедры права в Новороссийском университете. Добился определённых результатов как учёный в области гражданского и уголовного права. Издал научные труды «Отчет судьи» (3 выпуска в 1891, 1892 и 1894 годах), получила известность его статья «Закон и судейская совесть». Боровиковскому принадлежит также ряд статей по вопросам гражданского права и процесса, напечатанных в старом и новом «Журналах Министерства Юстиции», в «Журнале Гражданского и Уголовного права» и этюд «Женская доля по малороссийским песням» (1879). Боровиковский как учёный внёс вклад в обобщение задач и идеалов русской судебной практики как образцами практического судебного творчества, так и публикацией изданий «Законы гражданские» и «Устав гражданского судопроизводства», которые представляют собой последовательное разъяснение основных источников русского гражданского права и процесса по данным кассационной практики.
С 1894 года повторно переведён в Санкт-Петербург на должность помощника статс-секретаря Государственного совета. В 1895 году назначен обер-прокурором гражданского кассационного департамента Правительствующего сената, а в 1899 году — сенатором.

### Литературная деятельность
Боровиковский проявлял способности к литературной деятельности, сотрудничал с журналом «Отечественные записки». Дружил и сотрудничал с такими крупными литературными деятелями Российской империи как писатель Михаил Салтыков-Щедрин, поэт Николай Некрасов и другими.
После процесса 50-ти написал стихотворение «К судьям», опубликованное затем в 1877 году а журнале Лаврова «Вперед», что было необычным в практике политических дел в Российской империи и в дальнейшем не повторялось. Широкую известность приобрело также его стихотворение «Ессе homo».
Пользовался популярностью в литературной среде и в кругу революционной молодежи. Писал баллады и элегии, отличавшиеся афористичностью и ясностью представления мысли. Один из его афоризмов: «Ты сосчитал на солнце пятна — и проглядел его лучи» имел популярность у современников, применялся в прессе того времени.

### Смерть
Умер 20 ноября (3 декабря) 1905 года в Петербурге. Был похоронен на Новодевичьем кладбище; могила утрачена.
На его смерть Кони написал:

Он умер, однако, хотя и не молодым, но и не состарившимся человеком, внезапно, среди оживленной деятельности. Память о нём будет долго жить среди знавших его, а будущим слугам Судебных уставов надо будет учиться у него уменью примирять толкования холодного закона с сострадательным отношением к условиям и тяжести гражданского быта. В одном из своих шутливых стихотворений он сказал:
Вчера гулял я по кладбищу,
Читая надписи могил.
Двум-трем сказал: «Зачем ты умер?»
А остальным: «Зачем ты жил?»
Теперь и он лежит на кладбище, но каждый, кто читал или знал его, не задаст себе вопроса: «Зачем он жил?» — и в наше, бедное людьми, время с грустью, быть может, спросит: «Зачем он умер?».

## Оценки
Юрист Анатолий Кони так описал деятельность Боровиковского во время их сотрудничества:

Несмотря на то, что в мое время (1871—1875) состав гражданских отделений был превосходен по знаниям, опыту и талантливости большинства входивших в него товарищей председателя и членов, Боровиковский почти сразу приобрел среди них авторитет и уважение.

Русский писатель Викентий Вересаев оставил о Боровиковском свидетельство:

А. Л. Боровиковский — в [18]70-х гг. лучший после Некрасова поэт «Отечественных записок», очень несправедливо забытый. Молодежь того времени списывала его стихи и учила наизусть, а он даже не издал их отдельною книжкой, став впоследствии крупным деятелем по судебному ведомству и автором специальных трудов по гражданскому праву